# Elección al Senado de los Estados Unidos en Illinois de 2022
Las elecciones al Senado de los Estados Unidos de 2022 en Illinois se llevaron a cabo el 8 de noviembre de 2022 para elegir a un miembro del Senado de los Estados Unidos que represente al estado de Illinois.
La senadora demócrata titular Tammy Duckworth fue elegida por primera vez en 2016 y busca la reelección para un segundo mandato..